# Leibwärmer
Der Leibwärmer, auch Nierenwärmer oder Hüftwärmer  dient vor allem zum Warmhalten des Nierenbereichs, auch gegen Schmerzen im Lendenwirbelbereich. Er wird eng anliegend, entweder direkt am Körper oder über der Unterwäsche getragen. Seine Größe richtet sich nach dem Taillenumfang.

## Materialien
Je nach Ausstattung finden folgende natürliche, zum Teil elastische, mit chemischen Fasern gemischte Textilien Verwendung:
- Angora
- Schurwolle
- Merinoschafschurwolle

- Polyamid
- Elastan

## Wirkung
Das etwa schlauchförmige Kleidungsstück bietet je nach Zusammensetzung der verwendeten Materialien Wärmeschutz, vor allem der empfindlichen Nierengegend sowohl beim Tragen im Freien wie auch in geschlossenen Räumen. Besonders die aus Kaninchenhaar gewonnene Angorawolle enthält durch ihr besonders feines Haar mikroskopisch kleine Luftkammern, die für einen besonders guten Temperaturausgleich, Luft- und Feuchtigkeitsaustausch und eine angenehme trockene Wärme auf der Haut sorgen.
Nierenwärmer aus *Polyamid/*Elasthan sind hauptsächlich im Funktionsbereich zu finden. Sie werden meist nahtlos im Rundstrickverfahren hergestellt, sind sehr dehnbar und weich.

## Weitere Körperwärmer

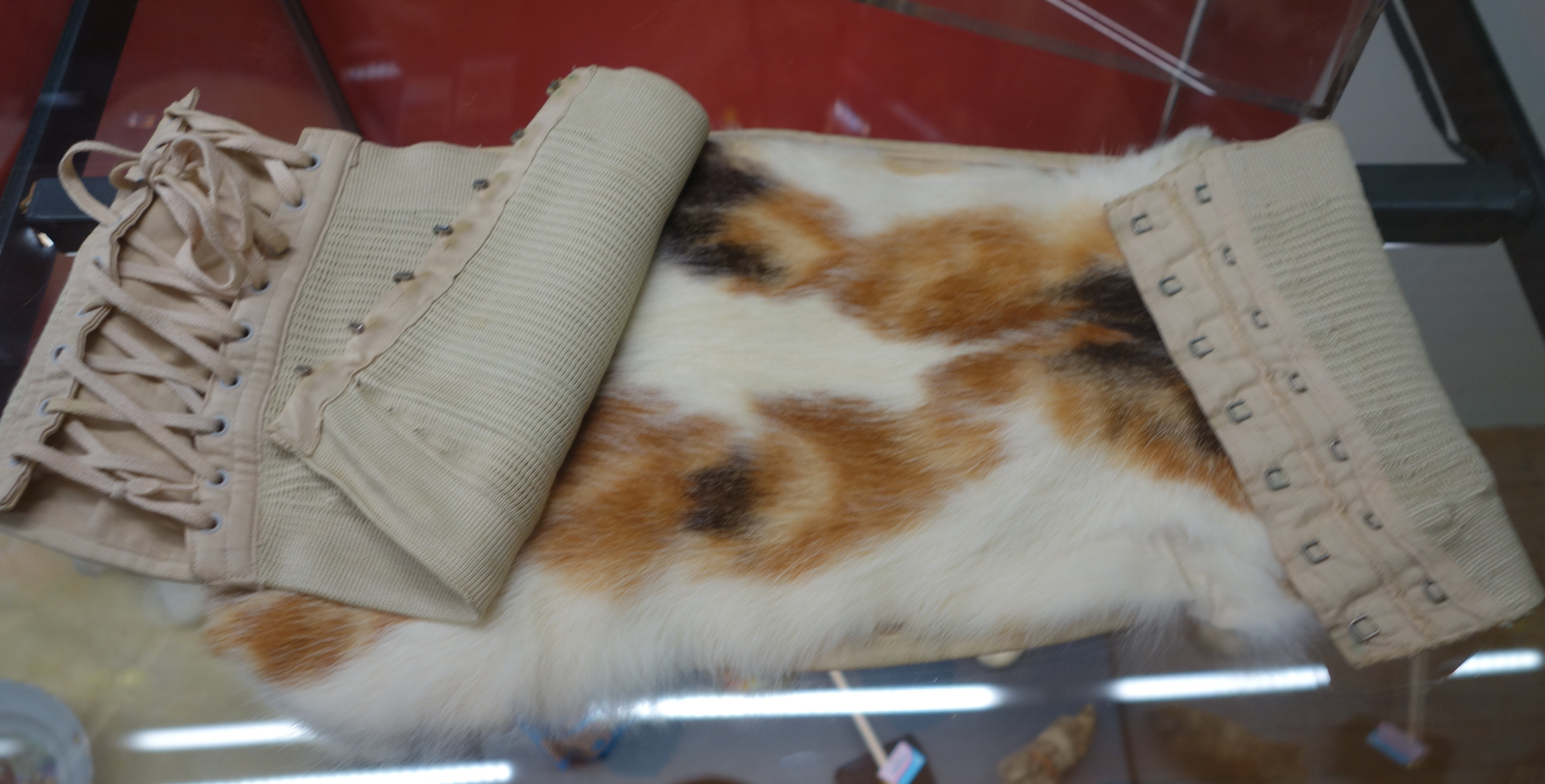
Historischer Leibwärmer mit Katzenfell

- Handwärmer
- Handgelenkwärmer
- Nackenwärmer
- Schulterwärmer
- Rückenwärmer
- Kniewärmer
- Fußwärmer

- Bettjacken
- Bettschuhe oder -socken

- Nierengurt

## Katzenfell

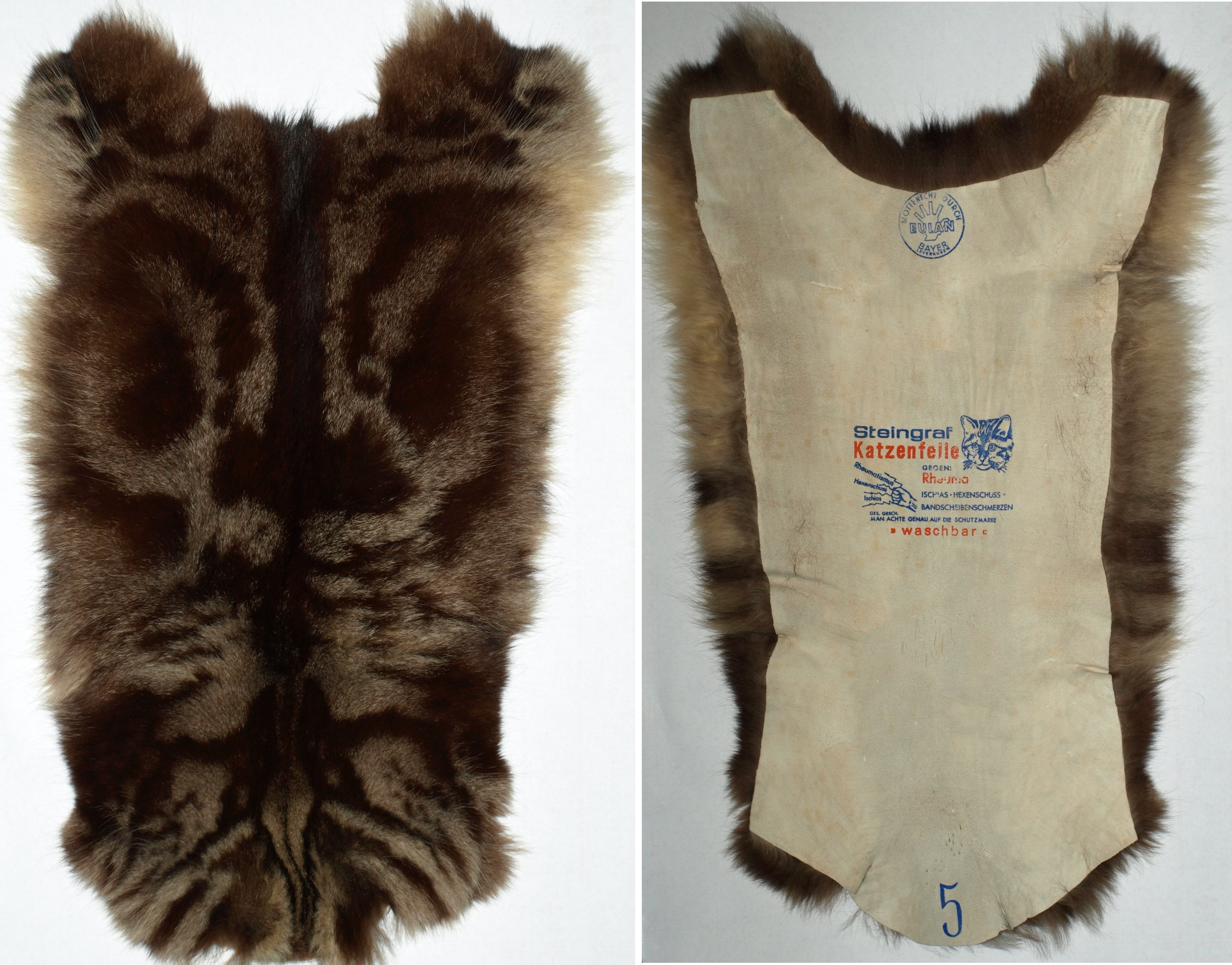
Haar- und Lederseite eines Rheuma-Katzenfells

Bis in die 1970er Jahre wurden Katzenfelle noch als Wärm- und Linderungsmittel, vor allem bei Rheuma und ähnlichen Beschwerden, über Drogerien und Apotheken verkauft. 1814 heißt es im Warenlexikon: „Die wilden Katzenfelle gebraucht der gemeine Mann gegen Flüsse und Gliederweh.“ Die Ansicht, insbesondere Katzenfell helfe bei Rheuma, Muskelschmerzen, Ischias usw. wurde bisher nicht wissenschaftlich untersucht. 
Am 26. November 2007 haben die Agrarminister der Europäischen Union beschlossen, ein Importverbot für Haushunde- und Hauskatzenfelle in die EU zu erlassen. Es trat am 31. Dezember 2008 in Kraft. In Deutschland ist es im Tiererzeugnisse-Handels-Verbotsgesetz umgesetzt.